# Istituto Emily Gould
L'Istituto Emily Gould è un edificio storico del centro di Firenze, situato in via de' Serragli 49, all'interno del palazzo del Rosso, poi palazzo Ricasoli Salviati. Il palazzo ha anche un ingresso su via Maffia 43.

## Storia
Nel 1574 Antonio Corsi del Rosso, originario di Signa ed arricchitosi nel commercio della seta, acquistò in questo sito alcuni appezzamenti di terreno con case, che qualche anno più tardi, nel 1610, suo figlio Giovanni Andrea decise di riunire in un unico edificio. Venne incaricato il giovane Gherardo Silvani, che creò un vero e proprio palazzo, con un appartamento nobile, un salone da ballo, uno scalone e un giardino al quale si accede tramite una loggia sulla facciata posteriore.

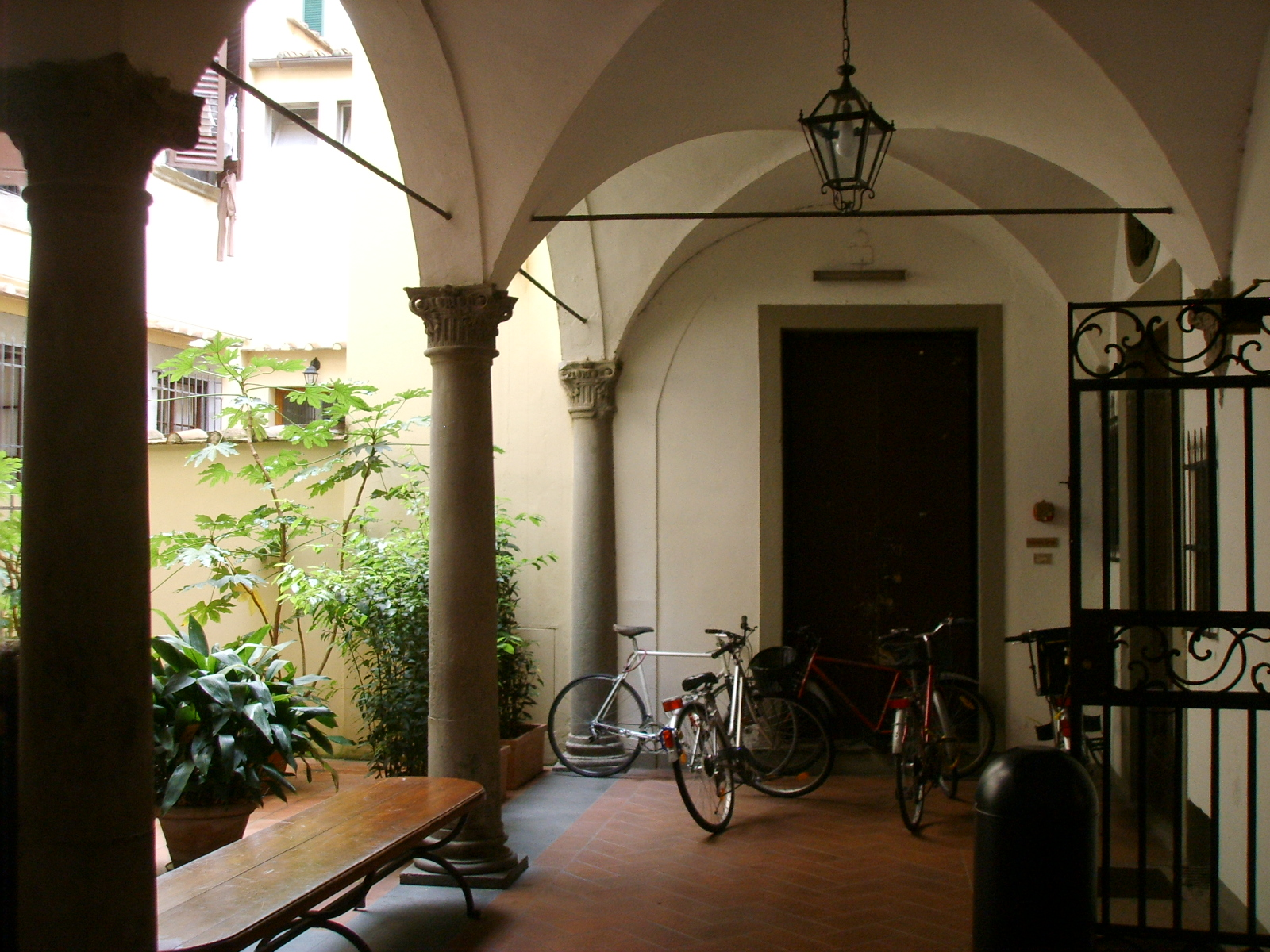
Il cortile

Durante tutto il XVII e XVIII secolo i Del Rosso si preoccuparono di abbellire il palazzo e il giardino, con dipinti e sculture, citati per la prima volta nella guida di Giovanni Cinelli del 1677. Nella quadreria figuravano opere di artisti soprattutto fiorentini e napoletani, come Ottavio Vannini, Salvator Rosa, Monsù Desiderio e Luca Giordano. Lo stesso Cinelli, dopo aver magnificato le molte opere d'arte qui raccolte negli anni immediatamente successivi, annota: "a tutta questa magnificenza di quadri corrisponde un delizioso giardino ripieno di piante d'agrumi, in faccia del quale nasce in mezzo ad una gran pila una sorgente d'acqua che si solleva a notabile altezza per renderlo più ameno e vago, nella cui prospettiva è una bellissima statua ch'un Apollo rappresenta, fatta da Gherardo Silvani architetto fiorentino, la quale è tenuta dagli intendenti in pregio". Dell'importanza del giardino testimonia anche la pianta di Firenze di Ferdinando Ruggieri del 1731, che lo documenta in tutta la sua ampiezza indicandolo appunto come "giardino del Rosso". È possibile che questo giardino comunicasse con quello di pertinenza della casa di via delle Caldaie agli attuali numeri 4-6 (casa del Lasca) quando questa era ugualmente di proprietà della famiglia Del Rosso. 

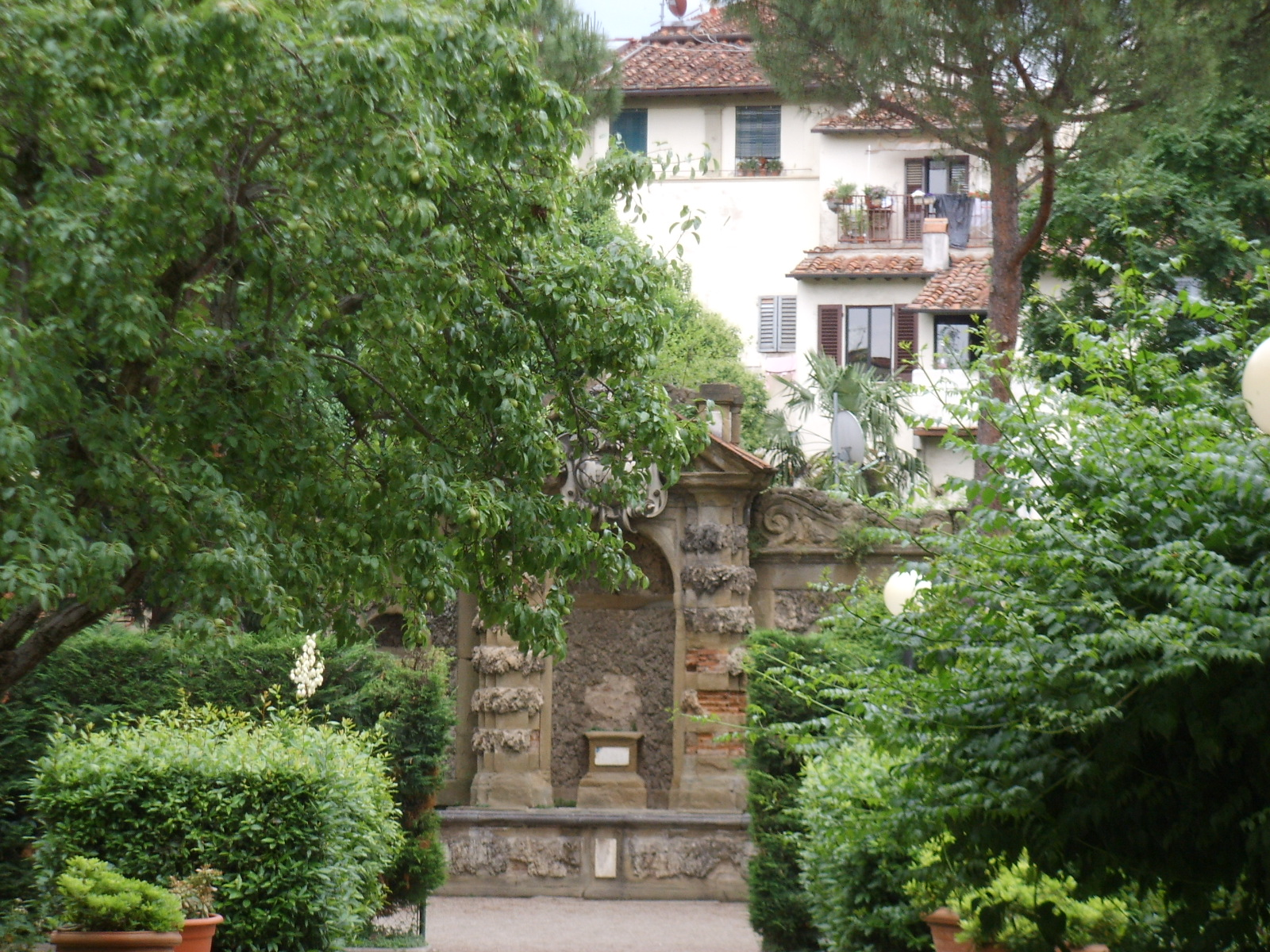
Il giardino con la fontana a muro

Dall'inizio del XIX secolo il palazzo passò in diverse mani, tra cui quelle delle famiglie Salviati (il cui stemma è sulla grata nell'androne di ingresso) e poi Ricasoli, che fecero alcuni adattamenti secondo le proprie necessità. Uno degli ultimi proprietari fu il reverendo Stewart della Chiesa evangelica di Scozia, che lo donò poi alla Chiesa valdese per ospitare la facoltà di teologia valdese.
Nel frattempo, nel 1871, venne fondato a Roma dall'americana Emily Gould l'omonimo Istituto, come centro di insegnamento e avviamento al lavoro. Quando venne trasferito a Firenze negli anni venti del Novecento, l'Istituto trovò sede proprio nei locali della Scuola Teologica Valdese. L'Istituto svolge da allora attività sociale mirata al recupero dei giovani in difficoltà. Nello stesso edificio ha sede una foresteria dove è possibile alloggiare. I proventi derivanti dalla foresteria sono destinati alle opere sociali della Diaconia valdese (strutture per minori e case per anziani).
Nel corso del 2013, anche a seguito di un incendio sviluppatosi accidentalmente, il prospetto e parte degli interni (compresa la chiesa) sono stati oggetto di un intervento di restauro su progetto e direzione dei lavori dell'architetto Carla Frullini. Ulteriori interventi di restauro e risanamento conservativo agli spazi interni e esterni sono documentati al 2020-2021 su progetto dell'architetto Luigi L. Piscitelli.

## Descrizione

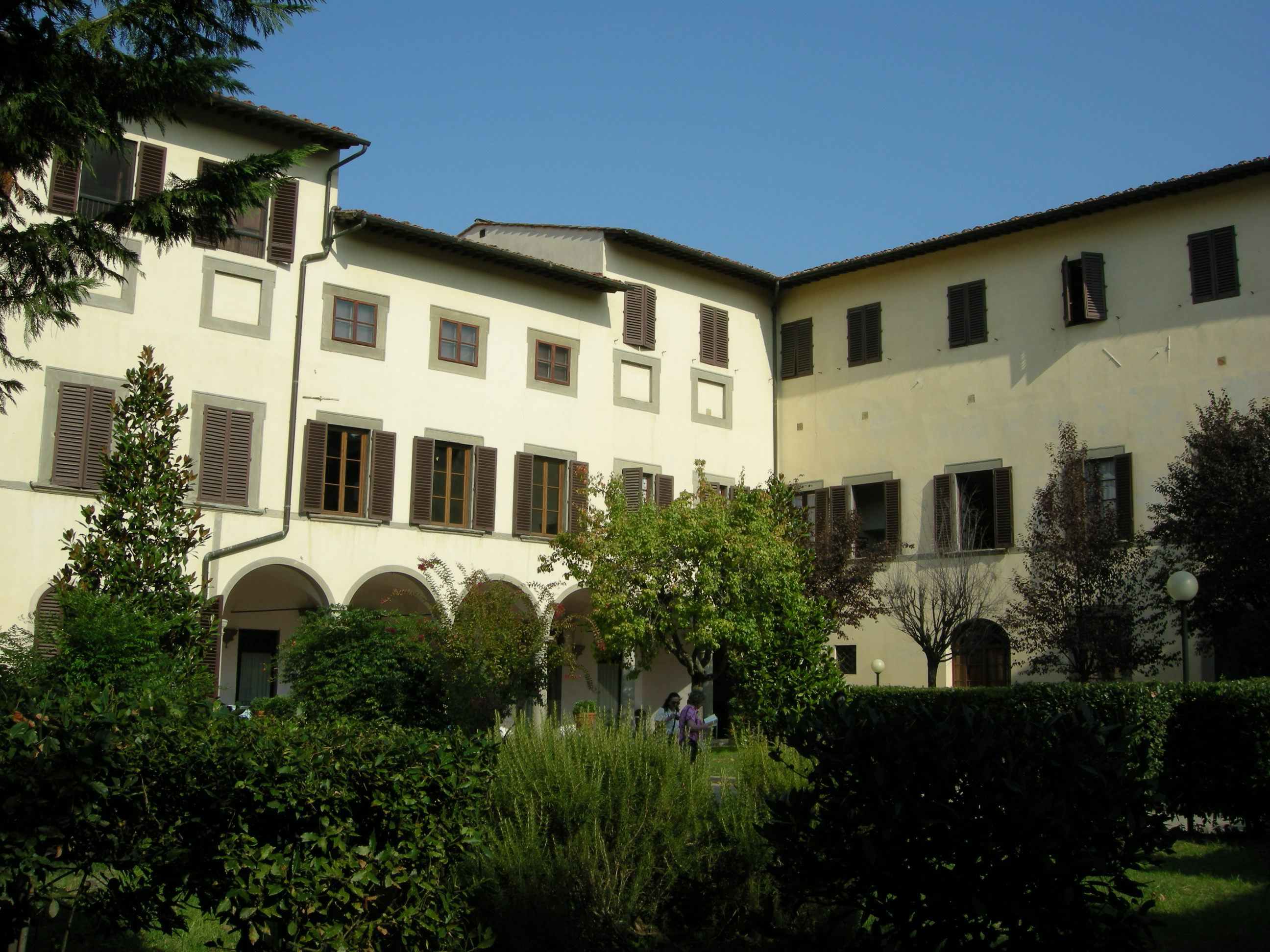
La facciata posteriore e il giardino

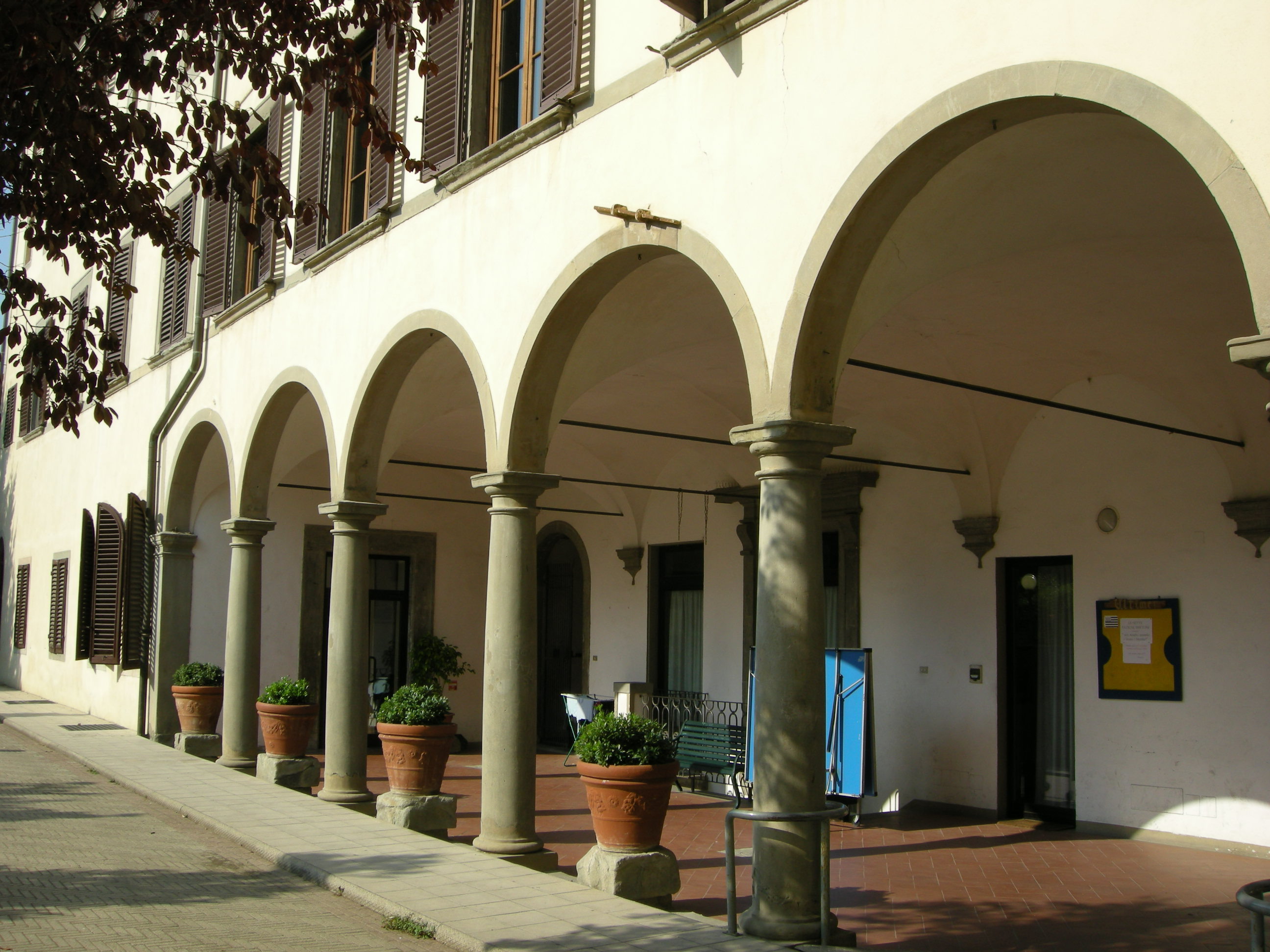
Loggetta del giardino

Il fronte si mostra attualmente in forme decisamente anonime, frutto di un intervento databile al Novecento, sul quale recentemente è stata trasformata in sporto anche l'ultima finestra che era rimasta al piano terreno, a sinistra del portone, ancora esistente nella fotografia pubblicata nel repertorio di Bargellini e Guarnieri. 
All'interno è invece ancora un grazioso cortile, porticato su due lati, con colonne e peducci in pietra serena,  che sorreggono volte a vela. Sul retro si apre il giardino privato, ancora oggi di una certa ampiezza (ma "assai rimpicciolito" rispetto ai tempi antichi), chiuso sul lato del palazzo da un porticato con volte a crociera a tutto sesto su colonne doriche. Dal lato opposto è una vasca poligonale antistante una quinta rustica con tre nicchie, la maggiore delle quali è sormontata da un timpano con cartella in marmo adorna di mascheroni;  agli angoli della vasca si trovano stemmi Del Rosso con la torre merlata racchiusi entro scudi a forma di bocca spalancata, secondo l'esempio del Buontalenti. A sinistra della loggia un androne con ampio portone veniva usato per il passaggio delle carrozze con accesso diretto a via Maffia, dove chiude il tratto senza sfondo della strada. 
Sul lato destro del palazzo è la Waldesian Church (chiesa Valdese). 
Al piano nobile spicca il grande salone centrale con un soffitto a cassettoni. Alle pareti si trovano quattro grandi nature morte di Marco Antonio Angiolelli, che vennero acquistate nella seconda metà del Seicento durante la vendita dell'eredità di Giovan Carlo de' Medici.